# جيش الدلتا 2
جيش الدلتا 2 (بالإنجليزية: Delta Force 2)‏ وهي لعبة فيديو تصويب تكتيكي تصويب منظور الشخص الأول، أنتجت من قبل نوفالوجك من سلسلة ألعاب جيش الدلتا، أنتجت اللعبة في سنة 1999.

## القصة
يرسل المقاتل ألذي يكون جزء من القوات البرية للولايات المتحدة إلى مهمات المناظق التي تطور فيها الأسلحة النووية والأسلحة البيولوجية، وهذه المناطق تتضمن أفريقيا وسيبيريا وأنتارتيكا وأمريكا الجنوبية، وتَقَع هذه الحروب في كازاخستان وأوزبكستان وروسيا وتشاد وبلدان أخرى.

## وصلات خارجية
- جيش الدلتا 2 على موقع IMDb (الإنجليزية)
- Official Website
- Last active df2 gaming community
- جيش الدلتا 2 على موبي غيمز